# Arthur Phillips
Arthur Phillips (Minneapolis, Minnesota 1969. április 23. –) XXI. századi amerikai író és esszéista. Volt gyerekszínész, dzsessz-zenész, bukott vállalkozó és ötszörös Jeopardy! győztes. Magyar vonatkozású Prága című könyvével vált ismertté 2002-ben.

## Pályája
Minneapolisban született 1969-ben, a Harvard Egyetemen tanult 1986 és 1990 között. Volt gyerekszínész, dzsessz-zenész, bukott vállalkozó és ötszörös Jeopardy! győztes.
1990-ben egy amerikai befektető cég munkatársaként Kelet-Európába jött, hogy közelről nézhesse végig a rendszerváltást. Két évet töltött Budapesten abban az időben, amikor számos nyugati fiatal művész özönlötte el a vasfüggöny által korábban elzárt országokat inspirációt remélve. Magyar írók könyveit olvasta (Márait, Krúdyt, Nádast, Esterházyt) és sok ismerőst szerzett, mikor éjszakai bárokban szaxofonozott és énekelt.
Miután visszatért Bostonban be is iratkozott a konzervatóriumba, mert azt gondolta, a zenéből fog megélni, de csak átlagos tehetségnek bizonyult. Ekkor történt, hogy benevezett a Jeopardy! című amerikai kvízműsorba és ötször meg is nyerte 1997-ben. Közben szabadúszó reklámszövegíróként és szabadúszó újságíróként dolgozott, ez vezette a regényírás felé. Négy évbe telt, míg első könyvét megírta. Közben megnősült és megszületett első kisfia. Magyarországon összegyűjtött élményeit Prága címmel már Párizsban rendezte sajtó alá, ahol 2001-2003 között élt, mikor felesége itt kapott munkát. Azért Prága lett a cím, mert az itt élő amerikai fiataloknak csalódás lett Budapest. Szerintük a nagy dolgok Prágában történtek, Budapest csak fakó utánzat.
Könyve 2002-ben bestseller lett Amerikában. A The New York Times és a The Los Angeles Times is különdíjjal jutalmazta. Második könyvének már megvolt a vége, mikor nekilátott. Az egyiptológust a brit régész, Howard Carter visszaemlékezései inspirálták. A témaválasztást éles szavakkal illette a New York Times, mégis világsiker lett. 2004-ben számos könyves toplistát vezetett.
Ekkor már félig kész volt az Angelica, egy Viktória-korabeli kísértetregény, amit végül 25 nyelvre fordítottak le és szintén világsiker lett. A The Washington Post 2007 legjobb szépirodalmi regényének választotta.
Időnként az amerikai sajtóban jelennek meg esszéi közép-európai írók, köztük Márai angol nyelvű kiadásai kapcsán, illetve maga is közreműködött Hajtmanszki Zoltán Downtown Flaneur című albumának fordításánál. Csáth Géza Naplójának 2004-es angol nyelvű kiadásához is (The Diary of Geza Csath) ő írt előszót.
Feleségével és két fiával most New Yorkban él. Legújabb könyve, a The Song Is You is itt játszódik.

## Művei

### Eredeti angol nyelvű könyvei
- Prague (2002), e-könyv ISBN 978-1-58836-283-4
- Prague (2003), papír ISBN 978-0-375-75977-2
- The Egyptologist (2004), e-könyv ISBN 978-1-58836-414-2
- The Egyptologist (2005), papír ISBN 978-0-8129-7259-7
- Angelica (2007), e-könyv ISBN 978-1-58836-601-6
- Angelica (2008), papír ISBN 978-0-8129-7260-3
- The Song Is You (2009), e-könyv ISBN 978-1-58836-793-8
- The Song Is You (2009), papír ISBN 978-1-4000-6646-9

### Magyarul megjelent könyvei
- Prága; ford. M. Nagy Miklós; Európa, Bp., 2003 ISBN 963-07-7369-4
- Az egyiptológus. Regény; ford. M. Nagy Miklós; Európa, Bp., 2005 ISBN 963-07-7742-8
- Angelica. Regény; ford. M. Nagy Miklós; Európa, Bp., 2008 ISBN 978-963-07-8631-7
- Te vagy a dal (The song is you); ford. Pék Zoltán; Európa, Bp., 2010
- Arthur tragédiája (The tragedy of Arthur); ford. Tótfalusi István; Európa, Bp., 2014

### Magyarul megjelent novellái
- Vencel tér című novella Az év műfordításai 2006 című kiadványban ISBN 963-9603-27-9

### Egyéb magyar kiadású művei
- Hajtmanszki Zoltán: Downtown Flaneur (2003) ISBN 978-963-21-2622-7 (angol fordítás)
- Csáth Géza: The Diary of Geza Csath (2004) ISBN 978-963-20-6653-0 (angol előszó)